# Cratere Khurli
Khurli  è un cratere sulla superficie di Marte.